# Klausztrofóbia
A klausztrofóbia (a latin claustrum „zárt hely” és a görög phobosz „félelem” szavakból) a zárt terektől, a bezártságtól és korlátozottságtól való súlyos (az egyént normális életvitelében nagymértékben akadályozó) félelem (ellentéte: klausztrofília). Tipikusan szorongásos zavarként tartják számon, mely gyakorta vezet pánikrohamokhoz. Egy tanulmány kimutatta, hogy a Föld népességének 5-7%-a szenved súlyos klausztrofóbiában, de csupán ezen emberek kis százaléka fogad el problémájára bármilyen nemű kezelést.

## A klausztrofóbia alapvető tünetei
Jellemzően úgy gondolják, a klausztrofóbiának két fő tünete létezik: a szűk helyektől  és a fulladástól való félelem. Egy tipikus klausztrofóbiás beteg félelmet fog érezni a következő helyek legalább egyikétől (ha nem többtől): kicsi szobák, zárt szobák, autó, alagút, pince, lift, földalatti, barlang, repülőgép és zsúfolt helyek. Sőt, mi több, a korlátozástól való rettegés egyes klausztrofóbiásoknál odáig fajulhat, hogy egészen triviális dolgoktól tartanak, például akár attól is, ha egy fodrászszékben kell ülniük vagy sorban állniuk a zöldségesnél.
Mindamellett a klausztrofóbiások általában nem maguktól a helyektől félnek, hanem inkább attól, mi történhetne velük, ha bezárják őket ezekre a helyekre. Ilyen esetben a beteg gyakran fulladástól kezd félni, mert úgy véli, egyszer csak elfogyhat a levegő ott, ahová őt bezárta valaki.
Rohamai során számos klausztrofóbiás megszabadul öltözékétől, mert úgy hiszi, ezzel a tünetektől is megszabadítja magát. A fent említett tünetek néhány kombinációja súlyos pánikrohamhoz vezethet. A legtöbb klausztrofóbiás mindent megtesz, ami tőle telik annak érdekében, hogy elkerülje ezen a szituációkat.

## A klausztrofóbia okai
A klausztrofóbia úgy alakul ki, hogy az agyunk összefüggésbe hozza a kicsi helyeket a közvetlen veszéllyel. Ez gyakran múltbéli nyomasztó tapasztalatok hatására következik be (például ha a beteg csapdába esett valamikor egy sötét, szűkös helyen), akár kora gyermekkorban, akár későbbi életszakaszban. Az ilyen okokra való visszavezetés sikeressége önmagában cáfolja azt a gyakori tévhitet , mely szerint a klausztrofóbia öröklődő, genetikai rendellenesség.
Valójában a klausztrofóbia kondicionált válasz egy ingerre. Onnan származhat, amikor egy egyén összefüggésbe hoz egy nagymértékű szorongást és pánikrohamot egy zárt hellyel. Mivel ez az inger az agyba programozódik, így ez a válasz, mely ebben az esetben a hatalmas mennyiségű szorongás. Ennek eredményeképpen a zárt tér megegyezik a szorongó válasszal.

## Diagnózis
A klausztrofóbia a szorongásos mentális zavarok közé tartozik.

### Klausztrofóbia-skála
Ezt az eljárást klausztrofóbiával diagnosztizált betegek adatainak értelmezése segítségével és a rendellenesség diagnózisáról szóló különféle tudományos cikkek olvasása révén fejlesztették ki 1979-ben. Egyszer egy kezdeti skálát fejlesztettek ki, melyet a terület szakértői teszteltek és csiszoltak. Napjainkban ez 20 kérdésből áll, melyek meghatározzák a szorongás mértékét és bizonyos helyzeteket el kívánnak kerülni. Számos tanulmány bebizonyította, hogy ez a skála eredményes a klausztrofóbia diagnózisában.

### Klausztrofóbia kérdőív
Rachman és Taylor fejlesztette ki ezt az eljárást, ezen terület két szakértője, 1993-ban. Ez a módszer hatékony a tünetek elkülönítésében, melyek a fulladástól és megszorítástól való félelemből táplálkoznak. 2001-ben 36-ról 24 részre változtatta meg szakértők egy másik csoportja. Más tanulmányok bebizonyították, hogy ez a tanulmány igen eredményes.

### A korlátozástól és fulladástól való félelem elkülönítése
Számos kutató, aki tanulmányozta a klausztrofóbiát, úgy véli, két elkülöníthető tényezőből áll: fulladástól való félelemből és megszorítástól/korlátozástól való félelemből. Ezen kijelentést bebizonyítandó, három szakértő kidolgozott egy tanulmányt annak érdekében, hogy tisztán látszódjon a különbség. Egy kérdőívet osztottak ki az MRI-vizsgálatos páciensek körében. A legsúlyosabb esetek vizsgálata kimaradt, mert éppen azok nem tudtak eleget tenni az MRI vizsgálatnak. 
Az adatokat egy „félelem-skálává” állították össze elkülönítve a skálát a fulladás és a korlátozás számára. 
A tanulmány sikeres volt, hiszen bebizonyította, hogy a tünetek elkülönülnek. Tehát a tanulmány szerint, annak érdekében, hogy hatékonyan megszüntessük a klausztrofóbiát, mindkét okot le kell küzdeni.

## Kezelés

### Kognitív terápia
A kognitív terápia széles körben elfogadott formája a legtöbb szorongásos zavar kezelésének. Sőt úgy vélik, különösen eredményes az olyan zavarok leküzdésében, amikor a beteg valójában nem érez félelmet egy szituációtól, hanem attól tart, mi lehet a kimenetele annak, hogy ő ebben az említett helyzetben van. A kognitív terápia végső célja megváltoztatni az elferdített gondolatokat vagy a téves értelmezéseket, melyek összefüggnek bármivel, amitől fél egy adott személy; az elmélet jelenti ezen a gondolatok módosítását, hogy azok csökkentsék a szorongást, illetve számos szituáció elkerülését. Például, a kognitív terápia megkísérelheti meggyőzni egy klausztrofóbiás beteget arról, hogy a liftek nem veszélyesek, hanem valójában nagyon hasznosak abban, hogy eljuttassák őt oda, ahova gyorsabban el szeretne jutni. S. J. Rachman, az elismert szakértő tanulmánya megmutatta, hogy a kognitív terápia csökkentette a félelmet és a negatív gondolatokat/másodlagos jelentéseket a tesztelt klausztrofóbiás betegek mintegy 30%-ánál, ezzel bebizonyítva, hogy egy meglehetősen eredményes eljárásról van szó.

### In vivo expozíció
Ez az eljárás arra kényszeríti a betegeket, hogy konfrontálódjanak saját félelmeikkel. Számos tanulmány kimutatta, hogy ez egy hatásos eljárás arra, hogy legyőzzünk különféle fóbiákat, beleértve a klausztrofóbiát is. S. J. Rachman is kísérletezett ennek a módszernek a hatékonyságával klausztrofóbia kezelése során, és arra a következtetésre jutott, hogy csökkenti a félelmet és a negatív gondolatokat/másodlagos jelentéseket pácienseinek közel 75%-ánál. Azon eljárások közül, melyeket tesztel egyedi tanulmánya során, messze ez volt a legjelentősebb.

### Interoceptív expozíció
Ez az eljárás megkísérli újjáteremteni a belső fizikai érzékeléseket a betegen belül egy szabályozott környezetben és egy kevésbé intenzív formája az in vivo expozíciónak. Ez volt az utolsó módszere a S. J. Rachman 1992-es tanulmánya által tesztelt kezelésnek. Mintegy 25%-kal csökkentette a félelmet és a negatív gondolatokat/másodlagos jelentéstartalmakat. Ezek a számok nem igazán mérhetők össze az in vivo expozíció- vagy kognitív terápia-béliekkel, de mégis jelentős redukciót eredményeznek.
A kezelés más formái, melyek szintén meglehetősen eredményesnek tűntek: pszichoedukáció, regresszív hipnoterápia. Gyakran előírnak gyógyszeres kezeléseket, hogy elősegítsék a klausztrofóbia feldolgozását, úgymint antidepresszánsok és béta blokkolók, amelyek csökkentik a heves szívverést, mely gyakran összefüggésben áll a pánikrohammal.

### MRI eljárás
Mivel képesek előidézni fulladástól és korlátozástól való félelmet egyaránt, az MRI eljárások gyakran bonyolultnak bizonyulnak a klausztrofóbiás betegek számára.  Valójában a páciensek 4-20%-a pontosan ebből az okból kifolyólag megtagadja a vizsgálatot.  Egy átlagos MRI vizsgálat körülbelül 50 percig tart; ez több, mint elegendő idő ahhoz, hogy felébressze a félelmet és szorongást a legtöbb klausztrofóbiás betegben. 
A tanulmányt három cél érdekében végezték:
1. Felfedezni a szorongás mértékét egy MRI-eljárás során,
2. Megtalálni a szorongás előjeleit az MRI segítségével,
3. Megfigyelni a pszichológiai tényezőket.

Nyolcvan beteget választottak ki véletlenszerűen ehhez a tanulmányhoz és vetették alá számos diagnosztikus tesztnek, hogy kiértékeljék a klausztrofóbiás félelem szintjét; közülük egyiket sem diagnosztizálták korábban klausztrofóbiával. Más teszteket is végeztek rajtuk az MRI után, hogy fény derüljön arra, nőtt-e a szorongás mértéke. Ezen kísérlet arra enged következtetni, hogy a szorongás elsődleges összetevői, melyeket a páciensek tapasztaltak, a legközelebbi kapcsolatban állnak a klausztrofóbiával.

### A virtuális valóság alkalmazása a klausztrofóbia mérséklésére
Sok kutató kísérletezett a fóbia különböző válfajaival Virtuális Valóság (Virtual Realiy) használatával. A Delfti Műszaki Egyetem kutatói az Amszterdami Egyetem Pszichológiai Karával együttműködve szintén számos kutatási projektet végzett. A projektben alkalmazott VR-rendszert a Delfti Egyetemen fejlesztették ki. Számos VR-t hoztak létre a fóbia különböző válfajaira. Közülük kettő virtuális tűzlépcső és tetőtéri terasz az akrofóbia kezelésére. Vannak olyan fajták is, melyek kifejezetten a klausztrofóbia kezelésére lettek tervezve, úgymint virtuális folyosó, virtuális wécé és liftek. Virtuális repülést és repülőteret is kifejlesztettek, hogy kezeljék a repülési fóbiában szenvedőket. Bár a Delfti Egyetem azon célja, hogy szociálfóbiára és agorafóbiára irányuló terápiát fejlesszenek ki, még nem valósult meg.
Virtuális valóság (SL) az expozíciós terápia egy harmadik válfaját engedte meg, mely biztonságosabb, kevésbé zavaró, s nem annyira költséges, mint megjeleníteni a való világ helyzeteit. A helyzetek mögött létrehozható az, ami nehezen található meg a való életben és még valósághűbb, mint a veszély elképzelése. Már számos kísérlet bebizonyította, hogy a VR egy hasznos eszköz a specifikus fóbiák kezelésében, úgymint a magasságtól való félelem, pókiszony, repülési fóbia és klausztrofóbia, valamint az agorafóbia. Viszont a legtöbb vizsgálat, melyet VR-en végeztek, egyes eseteken végzett tanulmányokból áll és ellenőrzött csoporttanulmányokra van szükség ahhoz, hogy alátámasszák az esettanulmányok következtetéseit. Az ezen a területen való kutatás még gyerekcipőben jár, de gyorsan fejlődik.
Ahhoz, hogy a Virtuális Valóság (fokozatos) Expozíciót (VRE) a kísérleti laborból a pszichológusok mindennapi gyakorlatába helyezzük, további kutatásokra van szükség. A Delfti Műszaki Egyetem és az Amszterdami Egyetem vállalkozott erre a feladatra. Négy éven belül kiépítünk egy olyan teljes gyakorlati rendszert, mely az adott szituációknak megfelel. Továbbá értékes adatokkal rendelkezünk, melyekkel támogatjuk a VRE hatékonyságát a fóbiák kezelésében (tériszony, klausztrofóbia, repülési fóbia).

## A valószínűség értékelése klausztrofóbiás és nem klausztrofóbiás betegeknél
A következő tanulmányt 98 emberen végezték, melyek közül 49 klausztrofóbiával diagnosztizált volt, a másik fele kontrollcsoport. A kísérlet célja, hogy megtudják, vajon a klausztrofóbiások elméjét torzítják-e szorongást keltő események (ún. klausztrofóbiás események) olyan szinten, hogy azt hiszik, ezek nagy valószínűséggel megtörténnek. Minden személy három eseményt „kapott” – egy klausztrofóbiásat, egy általában negatívat és egy általában pozitívat - s arra kérték őket, értékeljék, mennyire tartják valószínűnek azt, hogy ez velük bekövetkezhet. Ahogyan az elvárt volt, a klausztrofóbiával diagnosztizáltak a klausztrofóbiás eseményeket jelezték vissza, mint jelentősen nagyobb valószínűséggel előfordulókat. Nem volt számottevő különbség sem a pozitív, sem a negatív események között. Viszont ez a tanulmány potenciálisan hibás, mivel a klausztrofóbiás embereket már diagnosztizálták.

## Fordítás
- Ez a szócikk részben vagy egészben  a   Claustrophobia című angol Wikipédia-szócikk fordításán alapul.  Az eredeti cikk szerkesztőit annak laptörténete sorolja fel. Ez a jelzés csupán a megfogalmazás eredetét és a szerzői jogokat jelzi, nem szolgál a cikkben szereplő információk forrásmegjelöléseként.
- Pszichológiai lexikon. Budapest : Helikon, 2007. Klausztrofóbia lásd 230. p. ISBN 978-963-227-084-5